# Flunitrazolam
Flunitrazolam ist ein Wirkstoff aus der Gruppe der Benzodiazepine, der online als Designerdroge verkauft wurde. Es ist ein stark hypnotisch und sedierend wirksamer Stoff, der strukturell verwandten Verbindungen wie Flunitrazepam, Clonazolam und Flubromazolam in der Wirkung ähnelt. Es wurde erstmals von einem analytischen Labor in Deutschland im Oktober 2016 endgültig identifiziert und an das EBDD-Frühwarnsystem gemeldet und war zuvor weder in der wissenschaftlichen noch in der Patentliteratur beschrieben worden. Flunitrazolam wurde in den 1960er Jahren entdeckt, ist aber aus unbekannten Gründen nie vermarktet worden.
In Deutschland unterliegt der Wirkstoff seit dem 18. Juli 2019 dem Neue-psychoaktive-Stoffe-Gesetz.